# 沃尔夫通讯社
沃尔夫通讯社（德文：Wolffs Telegraphisches Bureau，WTB）是德国最早的新闻社之一，该社于1849年在柏林成立，以创始人贝纳德·沃尔夫的名字命名。该新闻社以对经济类新闻的报道见长，并曾与路透社、哈瓦斯社和美联社有过合作关系。这四个新闻社曾合称“西方四大通讯社”。1933年，因多方原因，该通讯社停办。